# Campeonato Iraquiano de Futebol
A Primeira Liga Iraquiana (árabe: دوري الممتاز العراقي , Dawri Al-Mumtaz) é a liga mais alta do sistema da liga do futebol iraquiano e atualmente contém os 20 melhores clubes de futebol iraquianos. Foi fundada em 1974 e é controlada pela Associação de Futebol do Iraque. A Primeira Liga Iraquiana é o primeiro nível de uma extensa estrutura semelhante a uma pirâmide, operando em um sistema de promoção e rebaixamento com a Divisão 1 do Iraque, no qual duas equipes são relegadas e duas equipes são promovidas a cada temporada. 
A liga foi formada em 1969, quando a Associação de Futebol do Iraque (IFA) substituiu a Liga dos Institutos (uma liga incluindo institutos de equipes e clubes) com a Primeira Liga Iraquiana (a primeira liga de clubes do país no Iraque). O formato atual vê 20 equipes jogando 38 partidas cada (jogando cada equipe na liga duas vezes, casa e fora), totalizando 380 partidas na temporada. 
Das 74 equipes que competiram desde o início da liga em 1974, 11 ganharam o título: Al-Zawraa (14), Al-Quwa Al-Jawiya (12), Al-Talaba (5), Al-Shorta (5), Erbil (4), Al-Karkh (3), Naft Al-Wasat (1), Duhok (1), Al-Jaish (1), Salahaddin (1) e Al-Minaa (1). Os atuais campeões são Al-Quwa Al-Jawiya, que venceu o título em 2016-17 .

## História

### Origens
A Associação de Futebol do Iraque foi fundada em 1948, e logo após a fundação do IFA, foi fundado um campeonato nacional que seria conhecido como a Liga dos Institutos . Os times que competiram na liga eram uma mistura de clubes de futebol e equipes de instituto (como equipes representativas da Polícia e do Exército).

### Fundação
A temporada 1973-74 da Liga dos Institutos incluiu equipes de todo o país, em vez de apenas equipes baseadas em Bagdá. Após o sucesso dessa temporada, o IFA tomou uma decisão que mudou o curso do futebol iraquiano. Durante uma reunião realizada em 18 de agosto de 1974, a IFA decidiu abandonar a Liga dos Institutos e substituí-la por uma liga nacional de clubes: a Liga Nacional iraquiana, como era conhecido então. Esta decisão foi inicialmente encontrada com forte oposição, mas foi aceita ao longo do tempo, uma vez que o IFA se recusou a retornar à antiga Liga dos Institutos.
A liga realizou sua primeira temporada em 1974-75 e foi originalmente composta de dez clubes. O primeiro gol da Liga Premier iraquiana foi marcado por Falah Hassan do Al-Quwa Al-Jawiya em um empate 1-1 com Al-Sinaa . Os dez membros inaugural da nova liga foram Al-Quwa Al-Jawiya , Al-Shorta , Al-Naqil , Al-Samawa , Al-Jaish , Babil, Amanat Bagdá , Al-Rafidain, Al-Sinaa e Al-Minaa , e a liga foi conquistada pelo Al-Quwa Al-Jawiya .

### Desenvolvimento
O formato da Premier League iraquiana mudou várias vezes ao longo de sua existência. Abaixo estão algumas das mudanças notáveis no formato da liga que aconteceu ao longo dos anos:
- Na temporada 1984-85 , três pontos foram premiados pela primeira vez pela primeira vez, mas isso foi alterado para dois pontos para a temporada seguinte.
- Na temporada 1986-87 , cada equipe tocou quatro vezes em um formato quádruplo round-robin; Esta é a única vez que isso aconteceu na história da liga.
- A primeira vez que a Premier League iraquiana não foi realizada em um formato de round-robin foi quando foi dividido em quatro grupos regionais na temporada 1988-89 , que foram seguidos por outra fase de grupos, meias-finais, uma terceira partida e um final. Durante esta temporada, se uma partida terminou em um empate, passaria a um tempo extra e, em caso de necessidade, as penalidades. Uma equipe ganharia três pontos se ganharam um jogo por dois gols ou mais (após o tempo normal ou extra). Eles ganhariam dois pontos se ganharem um jogo por apenas um gol (após o tempo normal ou extra), e eles ganhariam um ponto para ganhar um tiroteio. Al-Rasheed ganhou a liga nesta temporada batendo Al-Talaba nas penalidades na final.
- A Liga Nacional iraquiana de 1992-93 viu cada time jogar um enorme 69 jogos à medida que cada equipe se jogava três vezes, o que significa que um total de 828 jogos foram jogados naquela época. Cada jogador só conseguiu jogar 46 jogos na temporada.
- Na temporada 1994-95 , três pontos foram atribuídos a uma equipe vencedora em oposição a dois, mas quatro pontos foram atribuídos a uma equipe que ganhou um jogo por três gols ou mais, a fim de incentivar o ataque ao futebol. Todas as estações, depois disso, viram três pontos premiados por uma vitória.
- A Liga de elite iraquiana 2000-01 começou com uma rodada de qualificação para decidir quais 16 equipes se qualificariam para a competição da liga. 135 equipes no total de todo o Iraque competiram nas eliminatórias; Para a primeira fase de qualificação, eles foram divididos em vários grupos com base na posição geográfica e as equipes de melhor acabamento de cada grupo qualificaram para segunda rodada de qualificação, que consistiram em mais grupos baseados em regiões geográficas. As equipes de top-finish desses grupos se qualificaram para a liga, que em si era uma competição de 30 rodadas. Isso levou a que a temporada fosse muito mais longa do que as temporadas anteriores, forçando a cancelar a edição 2000-01 da Copa FA do Iraque .
- A liga tinha sido tocada em um formato de round-robin de 1989 a 2003, mas após a invasão do Iraque nos EUA em 2003, o IFA decidiu mudar o sistema da liga em um sistema que consiste em fases grupais, desenhadas com base na posição geográfica. Isso foi para tornar a viagem mais fácil para os clubes. O sistema de estágio grupal permaneceu em vigor desde 2003-04 até 2010-11 , e o sistema de round round robin retornou na temporada 2011-12 . Ele durou apenas três temporadas até o formato do estágio grupal retornado da campanha de 2014-15 , mas o formato do round round Robin foi novamente reintroduzido em 2016-17 .

### Troféu
O troféu da Premier League iraquiana foi projetado pelo membro da Associação de Futebol do Iraque Zuhair Nadhum e o projeto foi implementado por Qahtan Salim. Os materiais utilizados para fazer o troféu foram importados da China . O troféu é um escudo plano, predominantemente de cor dourada. No centro do escudo está um futebol feito de ouro e peças espelhadas, com um mapa dourado do Iraque no centro da bola. Dentro do mapa dourado lê a palavra Iraque em árabe, com as palavras Premier League Shield embaixo (também em árabe) concluídas com a temporada. Ao redor do futebol dourado estão as palavras Iraq Football Associationescrito em árabe no topo e em inglês na parte inferior em texto de prata. Ao redor desse texto está outro anel, cuja metade superior contém a bandeira do Iraque e a metade inferior contém 18 estrelas douradas, representando as 18 províncias do Iraque (sem incluir Halabja ). Conectando as duas metades do anel externo em ambos os lados é o logotipo da Associação de Futebol do Iraque. Nas estações onde a liga é patrocinada, estes dois logotipos da FA do Iraque são substituídos pelo logotipo do (s) patrocinador (es) da liga. 
Este escudo foi usado pela primeira vez como o troféu da Premier League iraquiana na temporada 2009-10 . Antes disso, o troféu tinha sido freqüentemente alterado. Durante os anos 1990, o troféu foi um escudo dourado com uma fotografia de Saddam Hussein no centro, [9] , enquanto o troféu era um escudo de prata plana na temporada 2001-02 , [10] um troféu de prata na temporada 2004-05 [11] e um troféu de ouro até a campanha de 2009-10.

## Campeões

### Títulos por clubes
| Equipe            | Campeão | Vice-Campeão |
| ----------------- | --- | --- |
| Al-Zawraa         | 14 (1975–76, 1976–77, 1978–79, 1990–91, 1993–94, 1994–95, 1995–96, 1998–99, 1999–00, 2000–01, 2005–06, 2010–11, 2015-16, 2017-18) | 7 (1974–75, 1977–78,1979-80, 1991–92, 1992–93, 1996–97, 2007–08)                                                |
| Al-Quwa Al-Jawiya | 12 (1969-70, 1970-71 ,1971-72, 1972-73 ,1973-74 ,1974–75, 1989–90, 1991–92, 1996–97, 2004–05, 2016-17 , 2019-20)                  | 12 (1975–76, 1981–82, 1993–94, 1994–95, 1997–98, 1999–00, 2000–01, 2001–02, 2006–07, 2014-15, 2017-18, 2018-19) |
| Al-Talaba         | 5 (1980–81, 1981–82, 1985–86, 1992–93, 2001–02)                                                                                   | 7 (1976–77, 1982–83, 1983–84, 1988–89, 1990–91, 1998–99, 2009–10)                                               |
| Al-Shorta         | 5 (1979–80, 1997–98, 2012–13, 2013–14, 2018–19)                                                                                   | 2 (1978–79, 1980–81)                                                                                            |
| Erbil             | 4 (2006–07, 2007–08, 2008–09, 2011–12)                                                                                            | 3 (2010–11, 2012–13, 2013–14)                                                                                   |
| Al-Karkh          | 3 (1986–87, 1987–88, 1988–89) | 2 (1985–86, 1989–90)                                                                                            |
| Duhok             | 1 (2009–10) | 2 (2008-09, 2011–12)                                                                                            |
| Naft Al-Wasat     | 1 (2014-15) | |
| Al-Jaish          | 1 (1983–84) | 2 (1986-87, 1987-88)                                                                                            |
| Al-Minaa          | 1 (1977–78) | 1 (2004–05) |
| Salahadin         | 1 (1982–83) | — |